# Квартерон

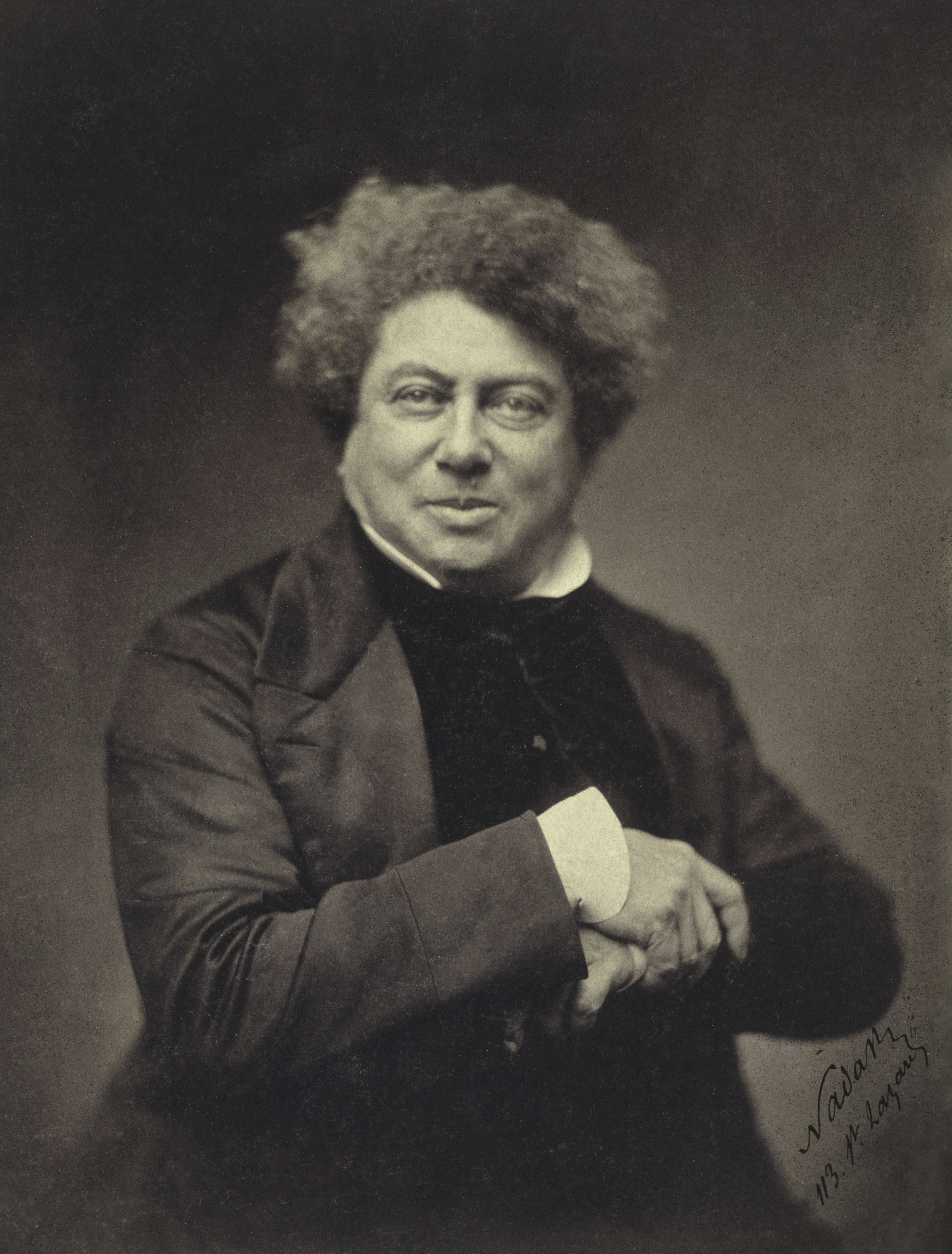
Александр Дюма був квартероном, чим пишався.

Квартерон (від лат. quarta — чверть) — в колоніальній Америці людина, один із предків якої у другому поколінні належав до негроїдної раси. Тобто нащадок мулата і білих батьків. 

У наш час така термінологія, заснована на кількості негритянської частки в крові, в багатьох регіонах асоціюється з епохою расизму і вважається відображенням колоніального суспільства.

## Поява терміна
Початково термін квартерони вживався в іспанських володіннях у Південній Америці для позначення нащадків європейця і мулатки. Нащадків європейця і мулатки у першому поколінні називали терцероном, нащадка ж терцеронки і європейця — квартероном .

## Кількісна класифікація
Престижність походження людини підвищувалася в міру зниження частки африканської крові (див. Колоніальна політика):
- Негр — 100% генів негра.
- Мулат — половина генів — чорні, тобто 50% «білої» і 50% «чорної» крові.
- Квартерон — чверть генів — чорні, тобто 75% «білої» і 25% «чорної» крові, тобто один з батьків мулат, а другий білий; серед другого покоління предків (дідів та бабів) один чорний, а троє інших — білі.
- Окторон — нащадок квартеронів і білого, тобто 87,5% «білої» і 12,5% «чорної» крові.
- Седеціміон — нащадок окторона і білого, тобто 93,75% «білої» і 6,25% «чорної» крові.
- Трігінтадуон — нащадок седеціміона і білого, тобто 96,875% «білої» і 3,125% «чорної» крові.
- Метиси — нащадки від міжрасових шлюбів.

## Знамениті квартерони
- Олександр Дюма — найвідоміший із квартеронів, його бабуся — негритянка, а дід — французький аристократ, маркіз Даві де ля Пайетрі (фр. Davy de la Pailleterie). Одного разу він відповів недоброзичливцю, що намагався його цим зачепити:

| Мій батько був мулатом, мій дід негром, а прадід — мавпою. Бачте, пане, моя родина починається там, де ваша закінчується[2][3]. |
- Саллі Гемінгс — коханка третього американського президента Томаса Джефферсона.